# 서호초등학교 (경기)
서호초등학교(西湖初等學校)는 대한민국 경기도 수원시에 있는 공립 초등학교이다.

## 학교 연혁
- 1954. 05. 14 서둔국민학교 설립인가
- 1955. 09. 15 6학급 편성 개교
- 1959. 03. 16 제1회 졸업식 거행
- 1962. 03. 01 서호국민학교로 개명
- 1982. 03. 01 병설유치원 개원
- 1996. 03. 01 서호초등학교로 개명
- 2005. 05. 19 학교 숲 가꾸기 조성
- 2005. 12. 14 맑은샘 도서관 리모델링 개관
- 2009. 07. 10 체육관 및 급식실 준공
- 2014. 09. 01 제22대 이병준 교장 부임
- 2015. 02. 13 제57회 졸업식(57명, 누계 14,284명)
- 2015. 03. 01 초등13(특수1)학급, 병설유치원 1학급 편성
- 2015. 03. 01 본관 외벽 리모델링 준공

## 참고 자료
- 서호초등학교 - 한국교육학술정보원 학교알리미